# Антист, Жанис
Жани́с Анти́ст (фр. Janis Antiste; родился 18 августа 2002, Тулуза) — французский футболист, нападающий итальянского клуба «Сассуоло», выступающий на правах аренды за австрийский клуб «Рапид (Вена)».

## Клубная карьера
С 2008 по 2010 год был игроком молодёжной команды клуба «Порте», с 2010 года выступал за футбольную академию «Тулузы». 13 октября 2019 года подписал с «Тулузой» свой первый профессиональный контракт. 5 февраля 2020 года дебютировал в основном составе «Тулузы» в матче французской Лиги 1 против «Страсбура». 29 августа 2020 года забил свой первый гол за «Тулузу» в матче французской Лиги 2 против «Гренобля».
25 августа 2021 года перешёл в итальянский клуб «Специя». 
В 2022 перешёл за 5 млн. Евро в итальянский клуб «Сассуоло». В 2023 году отправился в аренду в французский клуб «Амьен», забив 1 мяч. Летом, вернувшись из аренды, отправился в новую-в итальянский клуб «Реджана». За «Реджану» провел 28 игр и отличился 4 раза. 

## Карьера в сборной
Выступал за сборные Франции до 16, до 17, до 20 лет и до 21 года.